# Завод добрив у Гобарті
Завод добрив у Гобарті – виробничий майданчик у тасманійському місті Гобарт, що тривалий час був складовою цинкоплавильного заводу.
В другій половині 1910-х у Гобарті в районі Рісдон (Risdon) ввели в дію плавильний завод компанії Electrolytic Zinc Company of Australasia. Переробка сульфідної руди призводила до викиду великих обсягів шкідливих оксидів сірки, які в той же час могли бути використані для продукування цінної сировини – сульфатної кислоти. Як наслідок, у 1924-му майданчик доповнили виробництвом фосфорного добрива – суперфосфату, який отримують шляхом обробки фосфоритів сульфатною кислотою.
У 1956 році комплекс плавильного заводу доповнили виробництвом азотного добрива – сульфату амонію, який отримують реакцією сульфатної кислоти та аміаку. Останній продукували на самому майданчику шляхом електролізу води, що давало необхідний для синтезу аміаку водень. Річна потужність цього напрямку становила 60 тисяч тонн сульфату амонію на рік. Цех сульфату амонію проіснував три десятиліття та був закритий в 1986 році, тоді як аміак випускали до 1993 року.
В 1964-му також почали випускати сульфат алюмінію, втім, ця речовина вже не належала до добрив, оскільки використовується передусім для очистки води. Продукування сульфату алюмінію припинили в 1990-му.
З 1956 року власником заводу була компанія EZ Industries Limited, яку в 1984-му поглинула North Broken Hill Peko Limited, що в 1988-му увійшла до складу Pasminco. Остання в 1990-х потрапила у скрутне фінансове становище, при цьому виробництво суперфосфату продали в 1998 році (за іншими даними, це відбулось вже у 1994-му). В 2010 році тепер вже окремий завод суперфосфату опинився під повним контролем швейцарської компанії Ameropa, що діє через Impact Fertilisers.
Станом на 2024 рік майданчик Impact Fertilisers має здатність продукувати 170 тисяч тонн суперфосфату на рік (за іншими даними, його потужність досягає 200 тисяч тонн).